# Stay (пісня Hurts)
Stay — пісня англійського сінті-поп дуету Hurts з їхнього дебютного альбому Happiness. Випущена як третій альбомний сингл у Британії 15 листопада 2010 року.

## Реакція слухачів
STAR Magazine дав найвищу оцінку пісні (5 зірок з 5) і заявив: «Ми не зовсім розуміємо, як така похмура музика може бути настільки неймовірно чудовою. Але цей дует надихає простою мелодією, романтичною лірикою і прекрасним щирим вокалом Тео Хатчкрафта, які перетворюють цю електро-поп баладу в справжню красиву елегію до останнього кохання. Приголомшливо!».

## Відеокліп
Відео показує співака Hurts Тео Хатчкрафта з жінкою — обох гарно вдягнених — що, здавалося б, виринають з води і йдуть на пляж попелястого кольору під сірим небом. Відео переривається сценами з Хатчкрафтом і його колегою Адамом Андерсоном, знятими всередині сараю, і сценами, де Андерсон грає на піаніно на вітеряному пляжі поруч з групою танцівниць.

## Трек-лист
- CD single

1. «Stay» — 3:55
2. «Confide in Me» — 3:38

- 7" single

1. «Stay» — 3:55
2. «Stay» (Groove Armada Remix) — 7:29

- Digital EP

1. «Stay» — 3:55
2. «Stay» (Groove Armada Remix) — 7:29
3. «Stay» (Full Intention Club Mix) — 6:10

- UK digital single

1. «Stay» (Temper Trap Remix) — 4:25

- German digital single

1. «Stay» (Oliver Koletzki Remix) — 5:05